# Alex Sampao
Alexander Lerionka Sampao (né le 31 décembre 1996) est un athlète kényan.

## Palmarès
| Date | Compétition                    | Lieu        | Résultat | Épreuve   | Temps        |
| ---- | ------------------------------ | ----------- | -------- | --------- | ------------ |
| 2013 | Championnats du monde jeunesse | Donetsk     | 3e       | 400 m     | 46 s 78      |
| 2014 | Championnats du monde juniors  | Eugene      | 4e       | 400 m     | 46 s 55      |
| 2015 | Championnats d'Afrique juniors | Addis-Abeba | 2e       | 400 m     | 46 s 54      |
| 2015 | Jeux africains                 | Brazzaville | 1er      | 4 x 400 m | 3 min 0 s 34 |
| 2015 | Jeux africains                 | Brazzaville | 4e       | 400 m     | 45 s 59      |